# Kőszeghy Pál
Kőszeghy Pál (1665 körül – 1703 után) költő, gróf Bercsényi Miklós Ung megyei főispán titkára.

## Élete
Kőszeghy György (Bercsényi ungvári tiszttartója, ki 1678-ban nyert nemes levelet) és karánsebesi Dobik N. fia. Kora ifjúságától kezdve a gróf környezetében élt, latin iskolákat végzett. Széleskörű olvasottságát Bercsényi könyvtárában szerezte. A gróf egyre jobban megkedvelte, titkárává fogadta, magával vitte utazásaira és a táborokba is. Így 1693-tól kezdve megfordult többek között Bécsben, Pozsonyban, Nagyszombatban, Selmecbányán; 1694-ben és 1695-ben ismételten Vépen járt urával, akinek házasságát Draskovics Miklós országbíró özvegyével, Csáky Krisztina grófnővel ő közvetítette. 1695-ben már nős volt; 1703 táján meghalt és hamarosan özvegye is követte. Gyermekeikről Bercsényi és neje gondoskodott: Jánost apródnak, a kis Zsuzsit udvarhölgynek fogadták.
1700 körül született leánya, Zsuzsánna a főúr udvarában nőtt fel. Csáky Krisztina halála után, a rodostói száműzetés idején, 1723-ban Bercsényi Miklós felesége lett, (akinek ez volt harmadik házassága). A gróf halála (1725) után Kőszeghy Zsuzsánna Rodostóból Lengyelországba költözött, hiába szerette volna kezét elnyerni Mikes Kelemen.

## Munkái
Gyöngyösi István költői stílusa a históriás énekek szerzői közül Kőszeghy Pálra hatott leginkább. Három részből álló elbeszélő költeményt írt Bercsényi Miklósról. Trilógiájának első része Bercsényi fiatalkoráról és gróf Homonnai Drugeth Krisztinával kötött első házasságának történetéről; második része a gróf boldog házaséletéről és első neje haláláról szólt. Ez az első két rész már akkor elkallódott, miután kéziratát a szerző gróf Zichy István özvegyének kölcsönadta.

### Bercsényi házassága
A Bercsényi-trilógiának csak a harmadik része maradt fenn: Bercsényi házassága (1695). Teljes címe: Harmadik könyv, mely íratott a méltóságos székesi gróf Bercsényi Miklós úrnak négy esztendők forgása alatt való özvegyeskedéséről és az ötödik esztendőben a méltóságos keresztszegi gróf Csáky Krisztina asszonnyal való istenes házasságáról 1695-ik esztendőben.
Ez a rész elbeszéli, hogyan kelt egybe Bercsényi második nejével, gróf Csáky Krisztinával. A négyesrímű tizenkettősökben írt terjedelmes munka alig több verses életrajznál. Kőszeghy Pál történeti hűségre törekedett, a nyelvben és verselésben Gyöngyösi Istvánt követte. Érdeme, hogy az akkori főúri életről művelődéstörténeti értékű leírásokat adott. Az 1690-es évek főúri mulatozásai, a grófi vendéglátás, vadászat, szánkázás jelenetei sorra megelevenednek munkájában. A történetbe néha megfigyeléseit, reflexióit is belefűzi: „Nincsen e világban, látom, állandóság, Mindenfelől minden szörnyű romlandóság, Köd, füst és páraként hamar mulandóság, Sok helyen ki ma új, holnap az már óság.”
A harmadik részt Rómer Flóris fedezte fel a lengyel Krasinszky gróf könyvtárában 1874-ben. A kéziratot valószínűleg Kőszeghy Zsuzsánna vitte magával Rodostóból Jaroslauba, a magyar menekültek egyik telepére, II. Rákóczi Ferenc lengyelországi uradalmainak központjába.
Thaly Kálmán adta ki: Bercsényi házassága (Történeti ének 1695-ből. Írta Kőszeghy Pál. A Varsóban levő eredeti kéziratból közli Thaly Kálmán. Budapest, 1894).

## Szövegkiadások
- Bercsényi házassága. Történeti ének 1695-ből; sajtó alá rend. Thaly Kálmán; Akadémia, Bp., 1894
- Bercsényi házassága. Történeti ének 1695-ből; szerk. Bárdos József; Dóra, Nagykőrös, 1999
- Rozsnyai Dávid, Koháry István, Petrőczy Kata Szidónia és Kőszeghy Pál versei; sajtó alá rend. Komlovszki Tibor, S. Sárdi Margit; Balassi, Bp., 2000 (Régi magyar költők tára, XVII. század)